# Amherst-Papyri
Als Amherst-Papyri (englisch Amherst Papyri) wird eine Sammlung von Papyri bezeichnet, die sich früher im Besitz von William Tyssen-Amherst, 1. Baron Amherst of Hackney befanden.
Es handelt sich dabei um Papyri aus dem Alten Ägypten vom Mittleren Reich bis hin in die arabische Zeit. Der Grundstock geht zurück auf fünf Papyri, die Amherst im Jahre 1865 John Lee abkaufte. Ebenso kaufte er den Nachlass von R. T. Lieder. Die Sammlung wurde im Lauf der Zeit auf ungefähr zweihundert verschiedene Schriften ausgebaut, die er in seiner Bibliothek in seinem Landsitz Didlington Hall, Norfolk, aufbewahrte und teilweise der Öffentlichkeit zugänglich machte. Die Sammlung enthält religiöse, literarische, juristische und sonstige Schriften in Hieroglyphen, hieratischer und demotischer Schrift, auf Griechisch, Koptisch und Arabisch. Zwanzig demotische und griechische Schriften wurden zusammen in einem irdenen Krug bei Theben gefunden, drei demotische Dokumente enthalten Inhaltsangaben auf Griechisch. Insbesondere für die demotischen Texte fand sich anfangs niemand, der die notwendigen Kenntnisse zur Identifizierung der Fragmente hatte. Ein Dokument ist in aramäischer Sprache verfasst, aber aufgezeichnet in demotischer Schrift.
Zeit seines Lebens bemühte sich William Tyssen-Amherst um die sachgerechte Veröffentlichung der Texte durch anerkannte Wissenschaftler. Gegen Ende seines Lebens musste William Tyssen-Amherst aus finanziellen Gründen seine Sammlung veräußern. Die Amherst Papyri wurden 1913 im Ganzen an die Pierpont Morgan Library in New York verkauft. Aufgrund verschiedener Umstände dauerte es Jahrzehnte, bis die Manuskripte auf Glasplatten gesichert und in verschiedenen Teillieferungen schließlich zum Museum transportiert werden konnten. Die Veröffentlichung der Texte dauert an.

## Einzelne Papyri
- Papyrus 12 (Papyrus Amherst 3B)
- Papyrus Amherst 63
- Papyrus Amherst IX, siehe Astarte und das unersättliche Meer (Astarte-Papyrus, Die Götter gegen das Meer)

## Ausgaben
Einige ägyptische Papyri wurden herausgegeben von Percy Newberry, andere von Bernard Grenfell und Arthur Surridge Hunt, zu den ersten Forschern an den Papyri gehörten auch Wilhelm Spiegelberg und Walter Ewing Crum.
- Percy E. Newberry (Hrsg.): The Amherst Papyri, Beeing an account of the egyptian papyri. in the collection of the right hon. Lord Amherst of Hackney, F.S.A at Didlington Hall, Norfolk, With an Appendix on a coptic papyrus by W. E. Crum, M.A. London 1899.
- Bernard P. Grenfell, Arthur S. Hunt (Hrsg.): The Amherst Papyri, Beeing an account of the greek papyri. (Teil I) in the collection of the right hon. Lord Amherst of Hackney, F.S.A at Didlington Hall, Norfolk. Teil I: The Ascension of Isaiah, and other theological Fragments. London 1900.
- Bernard P. Grenfell, Arthur S. Hunt (Hrsg.) The Amherst Papyri, Beeing an account of the greek papyri. (Teil II) in the collection of the right hon. Lord Amherst of Hackney, F.S.A at Didlington Hall, Norfolk. Teil II: Classical fragments and documents of the ptolemaic roman an byzantine periods. With an appendix containing additional theological fragments. London 1901.
- Walter Ewing Crum: Theological Texts from Coptic Papyri (= Anecdota Oxoniensia. Semitic series, Band 13). Clarendon Press, Oxford 1913.